# Sacoglottis
Sacoglottis es un género de árboles de la familia de Humiriaceae. Es originario de Brasil, Colombia, Costa Rica y Honduras.  Comprende 34 especies descritas y de estas, solo 9 aceptadas.

## Taxonomía
El género fue descrito por Carl Friedrich Philipp von Martius y publicado en Nova Genera et Species Plantarum . . . 2: 146. 1827. La especie tipo es: Sacoglottis amazonica, Mart.

## Especies aceptadas
A continuación se brinda un listado de las especies del género Sacoglottis aceptadas hasta mayo de 2014, ordenadas alfabéticamente. Para cada una se indica el nombre binomial seguido del autor, abreviado según las convenciones y usos. 
- Sacoglottis amazonica, Mart.
- Sacoglottis ceratocarpa, Ducke
- Sacoglottis cydonioides, Cuatrec.
- Sacoglottis gabonensis, (Baill.) Urb.
- Sacoglottis guianensis, Benth.
- Sacoglottis holridgei,  Cuatrec.
- Sacoglottis mattogrossensis, Malme
- Sacoglottis ovicarpa, Cuatrec.
- Sacoglottis trichogyna, Cuatrec.